# Megaskepasma erythrochlamys
Genre
Espèce
Megaskepasma erythrochlamys est une espèce de plantes à fleurs de la famille des Acanthaceae. C'est la seule espèce actuellement décrite du genre Megaskepasma. C'est un arbuste que l'on rencontre de l'Amérique centrale jusqu'au nord de l'Amérique du Sud.

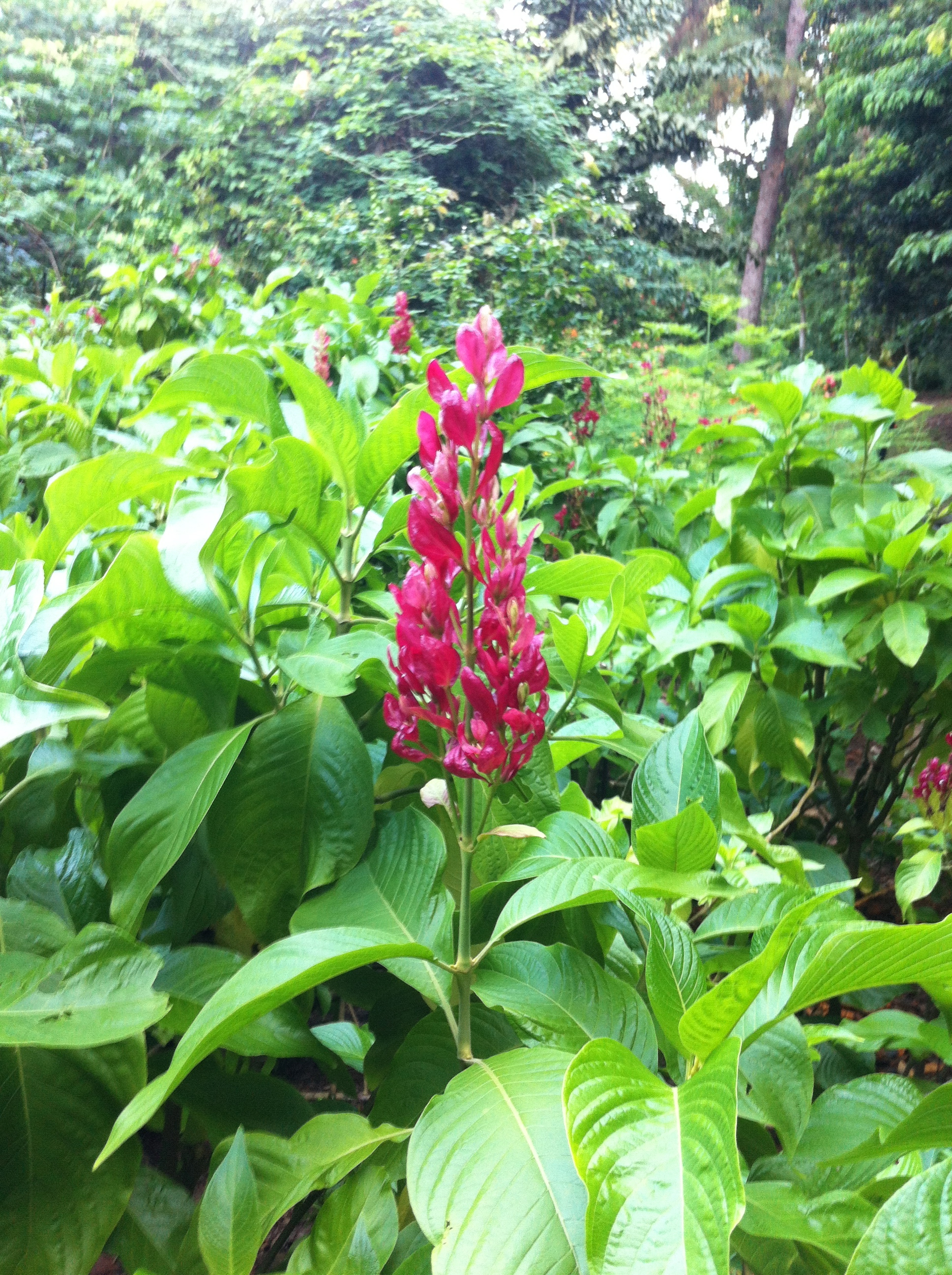
Megaskepasma erythrochlamys au Jardin botanique de Singapour.
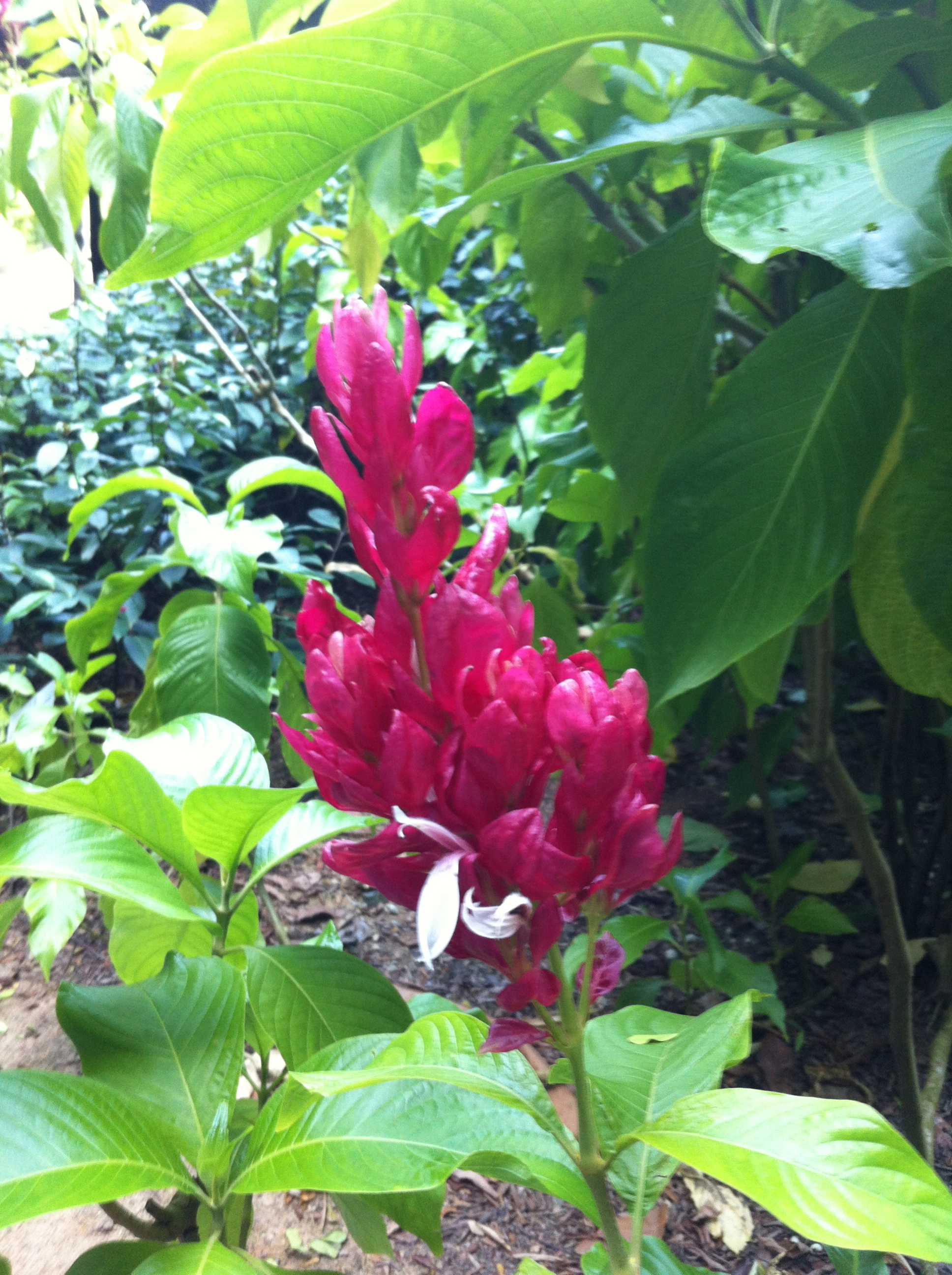
Megaskepasma erythrochlamys au Jardin botanique de Singapour.

### Megaskepasma
- (en) NCBI : Megaskepasma (taxons inclus)
- (en) GRIN : genre Megaskepasma  Lindau (+liste d'espèces contenant des synonymes)

### Megaskepasma erythrochlamys
- (fr) Tela Botanica (Antilles) : Megaskepasma erythrochlamys  Lind.
- (en) NCBI : Megaskepasma erythrochlamys (taxons inclus)